# 구조화채권
구조화채권(structured note)은 복수의 일반적인 유가증권, 일반적으로 주식 또는 채권 및 파생상품에서 발생하는 지급을 결합하는 하이브리드 유가증권 기능을 갖춘 장외거래 파생상품이다.
상품이 신용 위험에 의존할 때, 이를 신용연계증권이라고 한다.
이러한 하이브리드를 만드는 스폰서 외부에는 그러한 유가증권이 존재하지 않으므로, 이 구조화채권의 신용도는 스폰서의 강도에 따라 달라진다.
두 가지 전형적인 유스 케이스:
- 구조화채권의 간단한 예는 옵션 계약과 결합된 5년 만기 채권이다. 옵션 계약의 추가는 증권의 위험/수익 프로필을 변경하여 투자자의 편의 영역에 더 잘 맞도록 한다. 이를 통해 그렇지 않으면 너무 위험하다고 간주될 수 있는 자산군에 투자하는 것이 가능하다.[1]

- 투자자의 관점에서 구조화채권은 다음과 같을 수 있다: 나는 은행과 3년 계약에 동의한다. 나는 은행에 100달러를 준다. 이 돈은 S&P 500에 연동될 것이다. 3년 후, S&P가 상승하면 은행은 나에게 100달러와 S&P의 상승분을 지급할 것이다. 그러나 S&P가 하락하면 은행은 나에게 전체 100달러를 돌려줄 것이다 – 이는 하방 보호로 알려진 이점이다. (실제로 하방 보호는 일반적으로 "우발적"이다. 즉, 특정 임계값까지만 적용된다. 예를 들어, 임계값이 40%인 경우, S&P가 40% 이상 하락하면 은행은 더 이상 나에게 100달러를 돌려주지 않고, 대신 S&P에 연동된 비례 가치를 지급할 것이다 – 예를 들어 S&P가 45% 하락했다면 55달러.)[2]

## 같이 보기
- 구조화 상품
- 신용연계증권
- 주식연계증권
- 변동금리채
- 역변동금리채
- 시장연동채권